# St. Franz Sales (Jülich)

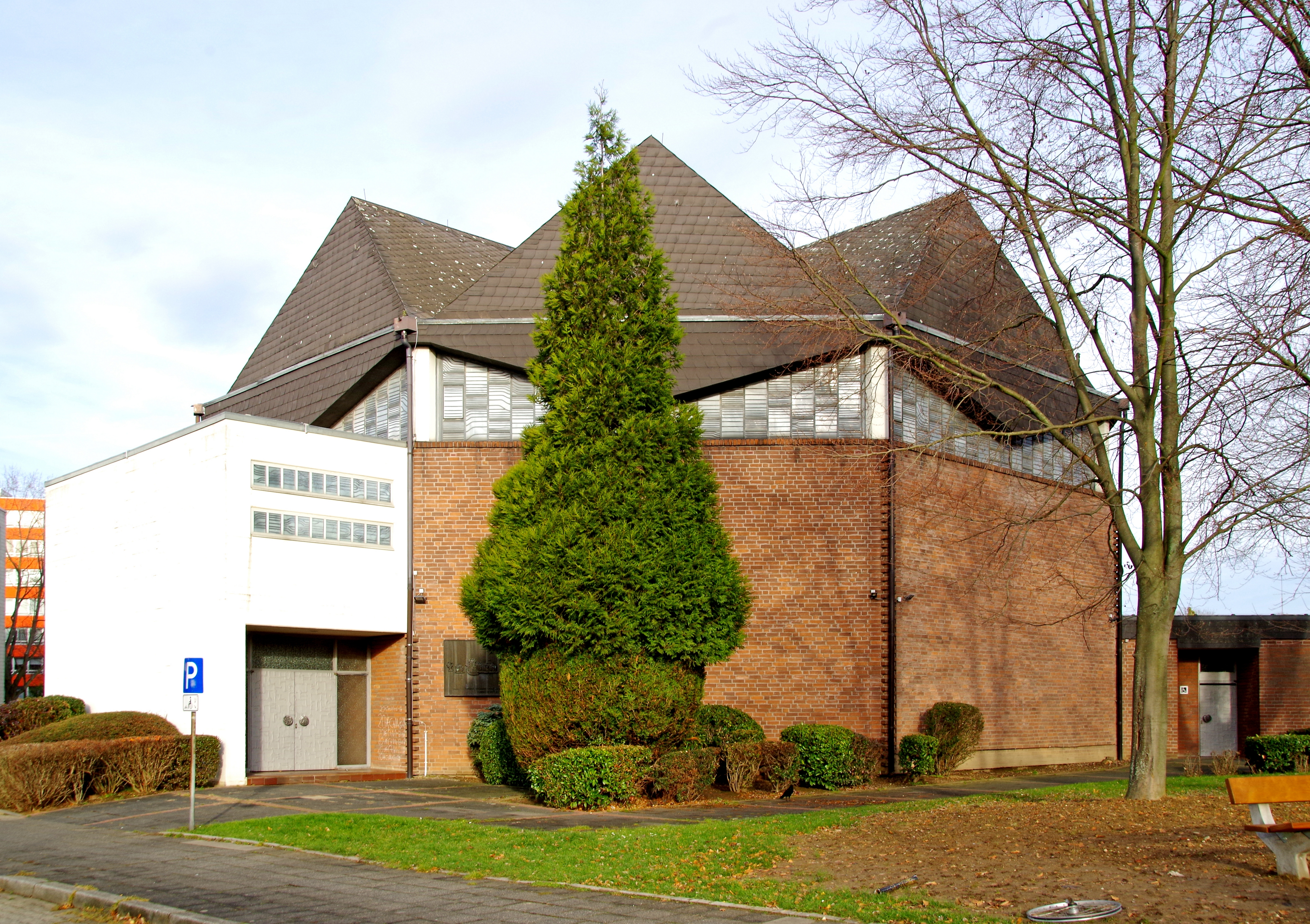
St. Franz Sales (Jülich)

St. Franz Sales ist eine römisch-katholische Filialkirche in der Stadt Jülich im Kreis Düren (Nordrhein-Westfalen).

## Geschichte
In den 1960er Jahren entstand aufgrund des Forschungszentrums Jülich im Norden der Stadt ein neues Wohngebiet. So war der Bedarf für eine neue Kirche da. 1968 wurde eine Vikarie errichtet. Diese wurde 1972 zur Pfarre erhoben. In den Jahren 1971 bis 1972 wurde die achteckige Kirche nach Plänen des Jülicher Architekten Helmut Rademächers errichtet.
Bis zum 31. Dezember 2012 war St. Franz Sales eigenständige Pfarrgemeinde. Am 1. Januar 2013 wurde die Pfarre mit 13 weiteren ehemaligen Pfarreien zur Pfarre Heilig Geist Jülich fusioniert.

## Ausstattung
Den Altar, Ambo und das Altarkreuz schuf Peter Haak. Der Kreuzweg in der Kirche ist ein Werk des Künstlers HAP Grieshaber. Die Fenster der Kirche entwarf 1970 Wilhelm Buschulte.

### Orgel
Den Auftrag für den Bau der Orgel hat der Kirchenvorstand am 28. Oktober 1981 an die Firma Weimbs in Hellenthal (Eifel) vergeben. Das Instrument hat eine mechanische Spiel- und eine elektrische Registertraktur.
| Pedal C–f1 |             |     |
| 1.         | Subbass     | 16′ |
| 2.         | Pommer      | 8′  |
| 3.         | Choralflöte | 4′  |
| 4.         | Nachthorn   | 2′  |

| II Hauptwerk C–g3 |                  |       |
| 5.                | Principal        | 8′    |
| 6.                | Rohrflöte        | 8′    |
| 7.                | Octave           | 4′    |
| 8.                | Waldflöte        | 2′    |
| 9.                | Sesquialter ab f |       |
| 10.               | Mixtur           | 1 ⁄3′ |
|                   | Tremulant        |       |

| III Kronwerk C–g3 |            |       |
| 11.               | Gedeckt    | 8′    |
| 12.               | Salicional | 8′    |
| 13.               | Flöte      | 4′    |
| 14.               | Prinzipal  | 2′    |
| 15.               | Larigot    | 1 ⁄3′ |
| 16.               | Cymbel     | 2⁄3′  |
| 17.               | Cromorne   | 8′    |
|                   | Tremulant  |       |

- Koppeln: II/P, III/P und ein Koppelmanual I
- Spielhilfen: 3 Kombinationen, Tutti und einen Zungenabsteller